# غرانت فورستر
غرانت فورستر (27 مايو 1961 في المملكة المتحدة - ) (بالإنجليزية: Grant Forster)‏ هو لاعب كريكت بريطاني. لعب مع نادي مقاطعة دورهام للكريكت ‏ ونادي مقاطعة ليسترشاير للكريكت ‏ ونادي مقاطعة نورثامبتونشير للكريكت ‏.

## وصلات خارجية
- غرانت فورستر على موقع إي آس بي آن كريك إنفو (الإنجليزية)